# Tour de Tochigi
El Tour de Tochigi és una cursa ciclista per etapes que es disputa anualment a la Prefectura de Tochigi, Japó. La cursa forma part de l'UCI Àsia Tour des del 2017, amb una categoria 2.2.

## Palmarès
| Any  | Vencedor       | Segon                 | Tercer          |         |
| ---- | -------------- | --------------------- | --------------- | ------- |
| 2017 | Ben Hill       | Jai Crawford          | Yuzuru Suzuki   |         |
| 2018 | Michael Potter | Raymond Kreder        | Nariyuki Masuda |         |
| 2019 | Raymond Kreder | Orluis Aular Sanabria | Benjamin Dyball |         |
| 2020 | suspesa        | suspesa               | suspesa         | suspesa |